# أليسيا كاي
أليسيا كاي هي تريثلت كندية، ولدت في 7 أكتوبر 1983 في سميذرز في كندا.

## وصلات خارجية
- أليسيا كاي على موقع اتحاد الترياتلون الدولي (الإنجليزية)
- أليسيا كاي على موقع IAT Triathlon Database (الإنجليزية)